# غبرييل باسكال
غابرييل باسكال (بالمجرية: Gabriel Pascal)‏ (ولد في غابور ليهيل) (4 يونيو 1894 – 6 يوليو 1954) كان منتج ومخرج أفلام هنغاري والذي أنتجت أشهر أفلامه في المملكة المتحدة.
باسكال من أتباع الغورو الهندي مهير بابا، كان باسكال أول منتج سينمائي ينجح في جلب مسرحيات جورج برنارد شو إلى الشاشة. كان إنتاجه الأكثر نجاحًا هو بجماليون ، والذي تلقى باسكال ترشيحه لجائزة الأوسكار كمنتج لها. وشملت الإنتاجات المتأخرة لمسرحيات شو مسرحيةالميجور باربرا (1941) ومسرحية قيصر وكليوباترا (1945).

## حياته
ولد باسكال باسم غابور ليهيل  في 4 يونيو 1894 في آراد، ترانسيلفانيا، النمسا-المجر (الآن رومانيا). وكتبت زوجته في كتابها عن علاقة باسكال بشو أن «أصله كان محاطًا بسر غامض، كثيرا ما اشتبه به، كان كثيرالتناقضات. عندما حاول الناس التحقيق في ماضيه، كان لديه إجابة مصممة خصيصًا لكل محقق.»  وادعى أنه كان يتيمًا مأخوذًا من مبنى محترق عندما كان طفلاً وأقام مع الغجر أولاً قبل نقله إلى دار للأيتام. وادعى أيضا أن الغجر علموه التسول، والسرقة، والقيام بالحيل البهلوانية. ليس من الواضح أية أجزاء من روايته الرائعة عن طفولته هي حقيقية، حيث لا توجد سجلات رسمية له قبل سن السابعة عشرة عندما تم تجنيده في مدرسة عسكرية في هوليتش، المجر، على يد قسيس يسوعي غامض. وأصبح باسكال، الذي لم يكن جاهزًا للحياة العسكرية، مهتمًا بالمسرح ودرس في أكاديمية مسرح هوفبورغ في فيينا. في وقت لاحق، توسعت مصلحته في السينما الناشئة حديثا، وقدم أفلام في ألمانيا وإيطاليا مع نجاح متقطع. وأصبح مدخنًا في سن مبكرة، فقد كان يدخن السيجار بشكل مذهل، مما أدى في وقت لاحق إلى إثارة الانتقادات من جورج برنارد شو بأنه سيدمر صوته.
كان لدى باسكال ابن واحد، وهو بيتر، ولد في ألمانيا بعلاقة مع شقيقة مالكة مسكنه. وبسبب عدم قدرته على رعاية حتى نفسه، فر باسكال إلى هولندا. بعد انتهاء الحرب العالمية الثانية، عاد باسكال إلى ألمانيا للبحث عن ابنه بيتر، لكنه كان مدرجًا بين امفقوديشباب هتلر كما قد قتلت والدته بقنلية خلال الحرب.

## آعماله المبكرة
عندما كان شابًا، عمل باسكال بوظيفة رعي الخيول في المجر. كان يقود الخيول عبر الغابة إلى مجرى ماء كل يوم، وكان من عاداته ركوب السرج عاريا في الريف المجري. في أحد الأيام، ركب بطريق الخطأ عاريا أمام مجموعة تصور فيلما صامتا في الهواء الطلق وكان هذه الصدفة سببا «لاكتشفافه». طلب منه مخرج الفيلم أن يكرر الركوب أمام الكاميرات وانضم إلى مجموعة الفيلم. وسرعان ما كان يصنع أفلامه الخاصة.
كان لباسكال لقاء ميمون آخر جلب له حسن الطالع. بينما كان صغيرا، كان يسير على طول ساحل البحر الأبيض المتوسط. وكان رجل كبير السن، هو جورج برنارد شو، يسبح عاريا وهو يمسك بعوامة. أدت المحادثة بينهما أن تحدى شو الفتى على خلع ملابسه والإتضمام إليه في الماء. لقد تأثر عندما قام باسكال بذلك على الفور، وبدأت صداقتهما. كان شو معجباً بحماسة باسكال الشبابية للفن وبراعته ودعاه إلى أن يزوره في يوم من الأيام عندما يكون مدقعا بالكامل. كان هذا اللقاء فرصة للعب دور رئيسي في مسيرة باسكال في وقت لاحق.
بدأ باسكال مسيرته في إنتاج الأفلام الصامتة في إيطاليا لتوزع في الألماني من خلال استديوهات يوفا في برلين. كان أول ظهور له في الإخراج هو فيلم ببولي مرويتوري كما لعب دورا بطوليا فيه. أنتج في وقت لاحق الكوميديا في ألمانيا.

## مهير بابا والهند
في عام 1934، خلال رحلة إلى هوليوود، اتصلت به الأميرة <a href="./%D9%86%D9%88%D8%B1%D9%8A%D9%86%D8%A7%20%D9%85%D8%A7%D8%AA%D8%B4%D8%A7%D8%A8%D9%8A%D9%84%D9%8A" rel="mw:WikiLink" data-linkid="undefined" data-cx="{&amp;quot;userAdded&amp;quot;:true,&amp;quot;adapted&amp;quot;:true}">نورينا ماتشابيلي</a> (ممثلة وزوجة صانع العطور) حول مشروع فيلم يستند إلى تعاليم مهير بابا. أصبح باسكال مهتما جدا في هذا المشروع، أقنع الكتاب هاي كرافت  وكارلهاينز فولمولر إلى مساعدته في العمل وحتى للقيام برحلة إلى الهند لمناقشة المشروع م مهير بابا. في الوقت الذي وصل فيه باسكال إلى الهند، لم يكن مهير بابا في عجلة من أمره لإكمال الفيلم، قائلاً إنه يمكنه الانتظار فدعى باسكال للسفر معه في الهند. أخذ باسكال العرض بنشاط شديد لاكتشاف حياة التقشف في الشرق، حتى أنه أزال ملابسه الغربية ليرتدي الثياب الشرقية. لقد أعجب بمههير بابا وحافظ على مراسلته معه لبقية حياته. لقبه مهير بابا بباسكال «الفينيق» و«بفهده الأسود». كان باسكال أحد الأشخاص القلائل الذين وصفهم «مهير بابا» بالعبقرية، والتي ضمت القائمة القصيرة كل من فريدريك نيتشه والمخرج الهولندي لويس فان غاسترين.
بقي باسكال في اتصال وثيق مع معلمه مهير بابا حتى نهاية حياته والتقى به للمرة الأخيرة في سكارسديل بنيويورك في عام 1952. حتى في هذا الاجتماع الأخير كان هناك حديث عن أفلام كان يعتزم باسكال إنتاجها من أجل ميهار بابا.
قبل ثلاثين عاماً من فيلم ريتشارد أتينبورو " غاندي" ، كان لدى غابريال باسكال اتفاق مكتوب مع رئيس وزراء الهند جواهر لال نهرو لإنتاج فيلم عن حياة غاندي.

## روابط خارجية
- غبرييل باسكال على موقع IMDb (الإنجليزية)
- غبرييل باسكال على موقع روتن توميتوز (الإنجليزية)
- غبرييل باسكال على موقع ألو سيني (الفرنسية)
- غبرييل باسكال على موقع أول موفي (الإنجليزية)
- غبرييل باسكال على موقع قاعدة بيانات برودواي على الإنترنت (الإنجليزية)
- غبرييل باسكال على موقع قاعدة بيانات الأفلام السويدية (السويدية)
- غبرييل باسكال على موقع قاعدة بيانات الفيلم (الإنجليزية)
- غبرييل باسكال على موقع كينوبويسك (الروسية)

- Gabriel Pascal في قاعدة بيانات الأفلام على الإنترنت
- مارس من الوقت Newsreel مع غابرييل باسكال